# ラグ・ヴァンシャ
ラグ・ヴァンシャ(Raguvamsa)は、インドの詩人、劇作家であるカーリダーサの作品の一つである叙事詩。「ラグ王家の系譜」の意。
全19章。英雄ラーマを中心とするイクシュヴァーク王家の事績と後裔の歴史について物語る。6篇のマハーカービヤ（美文体叙事詩）の中でも特に優れたものとして筆頭に名が挙げられる。第4章のラグがインドを征服する物語、第11章の若かりしラーマの偉業、第12章の羅刹王ラーヴァナを倒すまでの放浪の物語、第13章のラーマが妃シーターとともに過ごした土地を思い出させる場面などが有名。

## 主な内容
- 第1章～第9章 - ディリーパ、ラグ、アジャの3代。
- 第10書～第17章 - ダシャラタ(アジャの子)、ラーマ、クシャの3代。
- 第18章～第19章 - 以下、アグニヴァルナにいたる、24代の子孫について。